# ستيفين ستوكر
ستيفين ستوكر (بالإنجليزية: Stephen Stucker)‏ هو ممثل أمريكي، ولد في 2 يوليو 1947 بدي موين في الولايات المتحدة، وتوفي في 13 أبريل 1986 بهوليوود في الولايات المتحدة.

## أعمال

### أفلام
- (1980) الطائرة![3][4][5]

## وصلات خارجية
- ستيفين ستوكر على موقع IMDb (الإنجليزية)
- ستيفين ستوكر على موقع ألو سيني (الفرنسية)
- ستيفين ستوكر على موقع أول موفي (الإنجليزية)
- ستيفين ستوكر على موقع قاعدة بيانات الأفلام السويدية (السويدية)
- ستيفين ستوكر على موقع ديسكوغز (الإنجليزية)
- ستيفين ستوكر على موقع قاعدة بيانات الفيلم (الإنجليزية)
- ستيفين ستوكر على موقع كينوبويسك (الروسية)